# Nationaal Songfestival 1967
Het Nederlandse Nationaal Songfestival 1967 werd gehouden in Harmelen in de Kloosterhoeve. De toen zeer populaire zangeres Thérèse Steinmetz werd gevraagd om Nederland te vertegenwoordigen tijdens het Eurovisiesongfestival 1967.
Steinmetz eindigde 14de op het Eurovisiesongfestival met twee punten.
Thérèse Steinmetz zong zes liedjes:
- Zing
- Sta stil bij mij
- Hoor
- Ring-dinge-ding
- Waar ben je
- Tornado

## Uitslag
| Plaats | Titel            | Punten |
| ------ | ---------------- | ------ |
| 1      | Ring-dinge-ding  | 5550   |
| 2      | Zing             | 3231   |
| 3      | Hoor             | 2704   |
| 4      | Waar ben je      | 1509   |
| 5      | Sta stil bij mij | 1304   |
| 6      | Tornado          | 422    |

1956 · 1957 · 1958 · 1959 · 1960 · 1961 · 1962 · 1963 · 1964 · 1965 · 1966 · 1967 · 1968 · 1969 · 1970 · 1971 · 1972 · 1973 · 1974 · 1975 · 1976 · 1977 · 1978 · 1979 · 1980 · 1981 · 1982 · 1983 · 1984 · 1986 · 1987 · 1988 · 1989 · 1990 · 1992 · 1993 · 1994 · 1996 · 1997 · 1998 · 1999 · 2000 · 2001 · 2003 · 2004 · 2005 · 2006 · 2007 · 2008 · 2009 · 2010 · 2011 · 2012